# Elise Frösslind

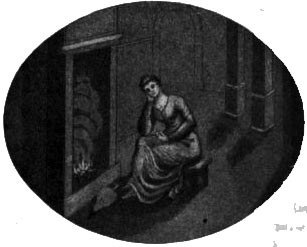
Cendrillon.

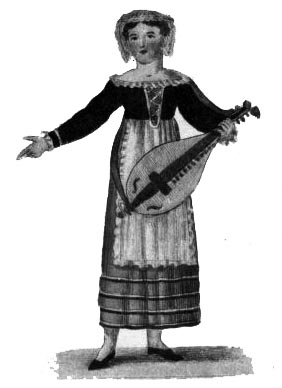
Elise Lindström som Fanchon.

Kristina Elisabet ”Elise” Frösslind, född 27 februari 1793 i Danderyds församling, Stockholms län, död 24 oktober 1861 i Göteborgs Kristine församling, Göteborg och Bohus län, var en svensk operasångare och skådespelare. Hon var ledamot i Kungliga Musikaliska Akademien 1817. Hon var också känd som Elise Lindström.
Frösslind var vid sidan av Anna Sofia Sevelin den mest firade sångerskan i Sverige under 1810- och 1830-talen efter Henriette Widerberg, och nämns även tillsammans med Charlotta Eriksson och Sara Torsslow som bland de främsta kvinnliga talaktörerna.

## Bakgrund
Frösslinds far arbetade som sprutlagare vid brandkåren. Hon kom 1804 efter hans död vid elva års ålder in på operans nyinrättade elevskola och hade som sånglärare Carl August Stieler. Hon var inlogerad hos Sofia Lovisa Gråå, som till körmästare Wikströms ogillande tillät flickorna gå ut med unga tonåriga pojkar.
Hon var klasskamrat med Justina Casagli och Anna Sofia Sevelin; direktör Skjöldebrand hade befallt att de skulle slippa förstöra sina röster i kören och ges operaroller. Körmästare Wikström var då i alla fall fortfarande deras lärare, eftersom han dessutom var sångmästare, och direktören berättar om en skandal, som ledde till att Wikström avskedades som sångmästare och att han fick upp ögonen för Frösslind, som sedan blev han skyddsling. Direktören fick reda på att flickorna utsattes för misshandel av Wikström. Han höll då förhör med de tre flickorna. Flickorna hade valt Frösslind att tala för dem allihop, och för att få höra henne tala, formulera sig och gestikulera, låtsades direktören att han tog Wikström i försvar, och blev då rörd av hennes ord och sätt att försvara sig och de andra. ”Vi äro fattiga flickor”, sade hon, ”upptagna från uselheten, vad hopp ha vi för framtiden, om vi ej beflita oss att lära allt vad läras kan? Men vi bjuda till allt vad vi kunna, och då han är vi elakt lynne slår han oss, om jag törs säga, utan skäl. På detta mista vi modet, bli villrådiga och vad värre är förlora hoppet och nöjet att lära något.” Skjöldenbrand avskedade då Wikström som sångmästare och ersatte honom med Craelius, som var snällare, och under vars ledning flickorna snabbt gjorde framsteg; de skulle alla tre bli berömda; Frösslind och Sevelin i Sverige och Casagli över hela Europa.

## Debut och karriär
Frösslind debuterade 1811 i titelrollen i Nicolo Isouards opera (operett) Cendrillon (Askungen). Hon hade givits denna roll på direktörens direkta order, för att han bedömde henne som den mest lämpliga för den. Det väckte stor förargelse att en ung elev lyftes rakt direkt upp till en huvudroll på detta sätt, och hon utsattes för trakasserier och pikar under repetitionerna. Men föreställningen blev en stormande succé; hon ansågs vara helt perfekt för rollen, och hennes framträdande ansågs vara oöverträffat ända fram till Jenny Linds debut. Allmänhetens bifall var stort och omtalades som en kompensation för hennes kollegers trakasserier. Cendrillon spelades i över två årtionden, ett sjuttiotal gånger av just Frösslind.
Bland hennes roller märks Anna i Friskytten, Zerlina i Don Juan, Cherubin i Figaros bröllop. De senare åren fick hon mest talroller. Hennes spelkonst beskrivs som rörande, naiv, roande genom ”okonstlad enfald”, då en sådan skulle uttryckas; hon spelade naturligt, vilket då sågs som höjden av konst. Tidningen Freja sade 1836 att hennes genre var inskränkt, men inom den hade hon få medtävlare i Europa.
Crusenstolpe liknar tre av Sveriges främsta skådespelerskor under 1820-talet, Sara Torsslow, Charlotta Eriksson och Elisabet Frösslind, vid en ros eller tulpan, en jasmin eller tusensköna och en lilja eller förgätmigej; Torsslow ansågs representera ”det djupt skakande”, Eriksson ”det milda behaget och den kvinnliga älskvärdheten”, och Frösslind ”det småtäcka, det småkvicka, det naiva”. Som person beskrivs hon som intelligent, opåverkad av smicker och avund, utan högfärd och inbilskhet, flitigt arbetande på sin utveckling. Hon personifierade på många sätt det då rådande ”ljuva” och ”spröda” kvinnoidealet. Hösten 1836 tyckte tidningen Freja att det var ”glädjande att se, det m:ll Lind allt mera och mera utvecklar anlag att en dag kunna remplacera den i sin genre alltid oöverträffliga fru Frösslind”; ”M.ll Lind” som det talas om är sångerskan Jenny Lind.
Hon gifte sig 1813 med ”förste aktören och sångaren vid operan samt Dramatiska teatern”, senare hovsångaren Carl Gustaf Lindström, från vilken hon senare skilde sig. Efter skilsmässan kallade hon sig fru Frösslind.

## Levnadsförhållanden
Frösslind tillhörde ensemblen vid operan till den 1 juli 1834 då hon fick avsked, men tillträdde igen 1836 och verkade i mindre roller till 1844. Under 1827 och 1834 hölls strejker ledda av Olof Ulrik Torsslow. Den första Det första Torsslowska grälet, slutade med att allt kvarblev vid det gamla, utom avskaffandet av arresten för kvinnornas del. Då direktören frågade Frösslind om vad hon tyckte svarade hon; ”Jo, där fattas bara prygel.” Det andra Torsslowska grälet 1834 misslyckades till stor del. Många aktörer avskedades efter strejken, bland dem Charlotta Eriksson och Elisabeth Frösslind; Frösslind ansågs vara för gammal och sjuk, vilket var en undanflykt eftersom hon endast varit kortvarigt sjuk – avskedandet anses ha berott på strejken; ledningen förklarade öppet att de ville ”sorgfälligt undvika” att inkalla: ”de som följd av öppet tillkännagiven missbelåtenhet med Kungl. teaterns från den sistlidne juli erhållen reorganisation från teatern avgågne äldre artister”. Betecknande var, att då både Eriksson och Frösslind bad om att få komma tillbaka 1836, beviljades deras anhållan omedelbart, och de återkom till sina gamla poster med ordentligt sänkt lön. Då ansågs hon inte för gammal att spela Zeltubé, kallades ”enastående behagfull, ljuv och älsklig”, och gjorde flera unga roller.
Hon behandlades med bristande hänsyn av direktionen; då hon 1840–1841 dels inte hade fått uppdrag, dels under en period varit sjuk, begärde direktionen att hennes recetträttigheter skulle dras in, vilket bifölls av regeringen och lämnade henne med bara en liten pension och lön för enskilda uppträdanden. Hennes kolleger upprördes över denna behandling och gav därför en soaré i Kirsteinska huset, vars inkomst gick till henne. Efter att hon lämnade scenen flyttade hon till Göteborg. Hon uppträdde 1853 i Porträttet på La Croix festlokal i Stockholm.
Frösslind var mor till skådespelaren Emelie Frösslind.

## Roller
| År   | Roll       | Produktion                  | Regi | Teater                  |
| ---- | ---------- | --------------------------- | ---- | ----------------------- |
| 1809 | Zallida    | Kuluff eller Festen i China |      | Arsenalsteatern         |
| 1810 | Doristella | Griselda                    |      | Gustavianska operahuset |
| 1811 | Cendrillon | Cendrillon                  |      | Gustavianska operahuset |
| 1812 | Pamina     | Trollflöjten                |      | [ 2 ]                   |
| 1812 | Elma       | Den Afbrutna Offerfesten    |      | Gustavianska operahuset |
| 1812 | Susanne    | Ambroise                    |      | [ 2 ]                   |
| 1832 | Suzette    | Marie                       |      | Gustavianska operahuset |
| 1834 | Henriette  | Murarn                      |      | Gustavianska operahuset |
| 1837 | Veronica   | Örnnästet                   |      | Gustavianska operahuset |
| 1838 | Ritta      | Zampa                       |      | Gustavianska operahuset |
| 1843 | Thérèse    | Sömngångerskan              |      | Gustavianska operahuset |
| 1843 | Lucie      | Skatan                      |      | Gustavianska operahuset |
| 1844 | Ebba       | Necken                      |      | Gustavianska operahuset |
| 1845 | Gertrud    | Den svarta Dominon          |      | Gustavianska operahuset |